# Julio Lafuente

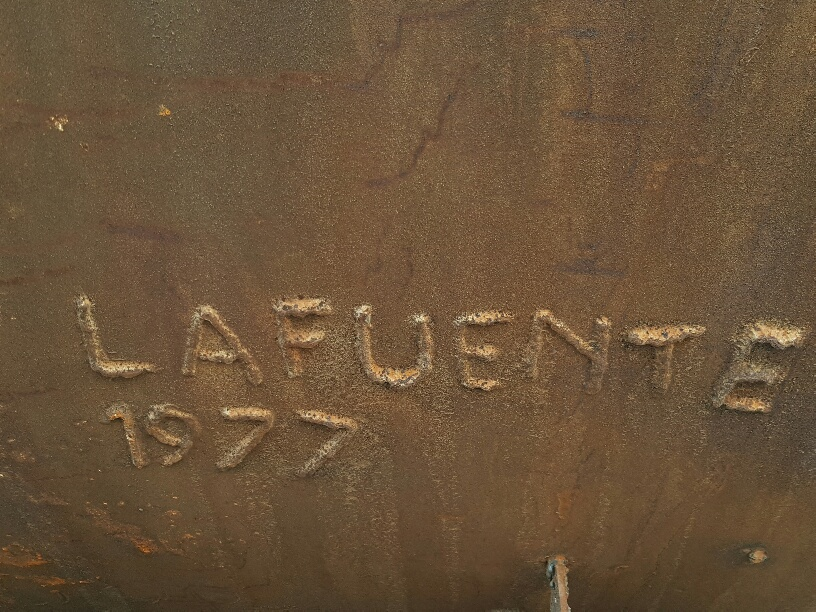
Julio Lafuente de Gedda

Julio Garcia Lafuente (Madrid, 15 agosto 1921 – Roma, 11 giugno 2013) è stato un architetto spagnolo.

## Biografia
Emigrato in Francia con la famiglia a soli due anni, è stimolato dal contatto con architetti e artisti che frequentano il laboratorio del padre, apprezzato falegname, tanto da scegliere gli studi di architettura, nel 1939, presso l'École nationale supérieure des beaux-arts. Dopo l'occupazione della Francia, nel 1941 torna in Spagna, dove prosegue la sua formazione alternando studi e lavori di architettura. Alla fine della guerra completa gli studi in Francia e comincia a fare progetti, concorsi e scenografie cinematografiche.
Intenzionato a partire per gli Stati Uniti, da cui è attratto per il fermento creativo del dopoguerra, Lafuente decide però di fare prima un viaggio in Italia, per l'interesse verso l'arte italiana. Arrivato a Roma, rimane affascinato dal clima culturale della città e dal grande interesse per l'architettura. Dopo un periodo da turista, decide di trattenersi ancora e di trovare un lavoro. Nel 1953 inizia la collaborazione con lo studio Monaco-Luccichenti, dove collabora ai progetti di studio e realizza in autonomia alcuni piccoli progetti. Lo studio di Vincenzo Monaco-Amedeo Luccichenti, che aveva prodotto e continuava a produrre alcune delle più significative architetture del dopoguerra, rappresentava del resto un'ottima opportunità per un ancor giovane talento. Già dalle prime opere realizzate con la collaborazione di Lafuente, le due case gemelle di Santa Marinella, lo stile già affermato e consolidato dello studio rivelava tuttavia l'influenza creativa dell'architetto spagnolo.  A questa prima esperienza fanno seguito molti altri importanti progetti, come gli uffici della Siae a Roma. In quegli anni Lafuente collabora anche con artisti diversi, in particolare con Andrea e Pietro Cascella, con i quali condivide la vittoria del primo premio nel concorso internazionale per il monumento commemorativo delle vittime di Auschwitz.
Alla soglia degli anni Sessanta, il distacco dallo studio Monaco-Luccichenti individua una nuova condizione di autonomia professionale, permettondogli di esprimere pienamente la propria individualità architettonica. Le Olimpiadi di Roma del 1960 offrono, in tal senso, una prima grande occasione: Lafuente, infatti, insieme a Calogero Benedetti, progetta il complesso delle tribune e dei servizi per l'Ippodromo Tor di Valle. Inoltre, con la realizzazione dell'ospedale per il Sovrano Militare Ordine di Malta in zona Magliana a Roma, Lafuente risolve il difficile compito di coniugare l'antico e il moderno, armonizzando il preisistente antico manufatto seicentesco con le moderne attrezzature di un nuovo organismo architettonico.
Nel corso degli anni Sessanta l'attività di Lafuente si arricchisce di opportunità di approfondimento delle scelte stilistiche e delle capacità professionali. Insieme a Gaetano Rebecchini realizza, infatti, numerose opere per vari committenti, soprattutto privati (l'edificio privato per conto dell'Ina a Via Caio Manilio) e ordini religiosi, fra i quali il Santuario dell'Amore Misericordioso di Collevalenza (voluto da Madre Speranza e reso Santuario da Giovanni Paolo II), la Casa di cura "Pio XI" e il Collegio dei Fratelli Cristiani, sempre a Roma. Ulteriori stimoli alla sperimentazione arriveranno con l'affermarsi della domanda di architettura commerciale e industriale, che gli consente di utilizzare le nuove possibilità tecnologiche per ampliare le proprie potenzialità espressive, come avviene nell'edificio della Esso, anch'esso ubicato alla Magliana.
Dalla metà degli anni Settanta Lafuente collabora con la società italo-francese Sauti, che realizzava strade nei deserti dell'Arabia Saudita, e gli vengono commissionate la "beautification" della città di Gedda e la realizzazione di landmarks, ovvero di quei monumenti che, nascendo prima dell'edilizia urbana, rappresentano dei punti di riferimento nei nuovi quartieri. Lafuente realizza a questo scopo opere intese a celebrare la cultura locale, quali le quattro fontane di Gedda. La grande visionarietà di queste megastrutture è presente anche nelle architetture che in questo periodo egli realizza per i privati. Nella Villa Yoko Nagae all'Olgiata, ad esempio, costruita nel 1978 per la contessa Yoko Nagae Ceschina, Lafuente utilizza tutte le potenzialità espressive del calcestruzzo per giocare con ombre e volumi, anticipando in questo modo molti dei temi che saranno oggetto del dibattito e della cultura progettuale dagli anni settanta in poi. Nella sua opera relativamente più recente, l'edificio viaggiatori per l'Air terminal ferroviario al quartiere Ostiense, Lafuente si rifà esplicitamente alle grandi coperture ferroviarie del XIX secolo.

## Archivio
L'archivio dell'architetto Lafuente dichiarato di notevole interesse storico il 18 giugno 2003 dalla Soprintendenza Archivistica per il Lazio, è stato riordinato nel 2013, comprende 1700 elaborati grafici ca. raccolti in 98 tubi e 3 cartelle, 243 fascicoli di documentazione allegata ai progetti, cianografie e corrispondenza, 52 album, 3 quaderni di fotografie, 7 scatole di diapositive, 24 album rassegna a stampa, 9 modelli. Per la consultazione rivolgersi alla soprintendenza competente per il territorio.

## Opere
- Intensivo Viale Trastevere, Roma, 1957
- Concorso per monumento ad Auschwitz con Andrea e Pietro Cascella, Roma, 1958
- Ippodromo Tor di Valle, Roma, 1959
- Stabilimento Ferrania, Roma, 1959
- INA Assitalia Appio Claudio, 1960
- Scuola Ufficiali dei Carabinieri, ex Collegio Pio Latino Americano, Roma, 1962-5
- Villa Fiorita, con Ing. Gaetano Rebecchini, Roma, 1965
- Capanna per weekend, con Ing. Gaetano Rebecchini, Capocotta, 1965
- Villa Sabbag, Yarze, Libano 1965-1967
- Albergo e Ville a Gozo, Gozo, Malta, 1967
- Santuario dell'Amore Misericordioso, Collevalenza, 1968
- Villa a Porto Ercole, Toscana, 1977
- Uffici Esso, Roma, 1980
- Stazione Air Terminal, con SATPI srl, Roma, 1990
- Curia Generalizia dei Fratelli Cristiani d'Irlanda oggi Chiesa di Scientology di Roma in via della Maglianella, n° 375, Roma, 1965 - 1971[2].